# Низте (општина)
Низте (њем. Nieste) општина је у њемачкој савезној држави Хесен. Једно је од 29 општинских средишта округа Касел. Према процјени из 2010. у општини је живјело 1.800 становника. Посједује регионалну шифру (AGS) 6633019.

## Географски и демографски подаци
Низте се налази у савезној држави Хесен у округу Касел. Општина се налази на надморској висини од 364 метра. Површина општине износи 4,0 km². У самом мјесту је, према процјени из 2010. године, живјело 1.800 становника. Просјечна густина становништва износи 444 становника/km².